# Wyżyna Olkuska
Wyżyna Olkuska, někdy nazývaná také Wyżyna Krakowska a česky Olkušská vysočina, se nachází ve Slezském vojvodství a Malopolském vojvodství v jižním Polsku. Je to populární rekreační, turistická, horolezecká a speleologická destinace. 

## Geografie, geomorfologie a geologie
Je částí vysočiny Wyżyna Krakowsko-Częstochowska (Krakovsko-čenstochovská jura) patřící do vyššího geomorfologického celku Wyżyna Śląsko-Krakowska. Leží mezi městy Krakov, Wolbrom, Olkusz a Trzebinia. Severní hranici také tvoří sníženiny řek Bílá Przemše a Szreniawa v geografické oblasti Brama Wolbromska a jižní hranici geologický příkop Rów Krzeszowicki. Wyżyna Olkuska je nazvaná podle okresního města Olkusz. Nejvyšším geografickým bodem je skála Skałka (Grodzisko) s nadmořskou výškou 512,8 m v katastru obce Jerzmanowice. Vysočina je tvořena jurským vápencem s výraznými krasovými jevy, které jsou pozůstatkem zaniklého pravěkého moře. Významné jsou také spraše a pískové hlíny jako pozůstatky působení zaniklého ledovce z doby ledové. Občasně se zde vyskytují také rudonosné horniny. Nejznámější destinací je oblast Ojcowského národního parku.

### Členění
Podle se Wyżyna Olkuska skládá ze tří mikroregionů:
- Wzgórza Rabsztyńskie (polské geografické značení 341.321)
- Płaskowyż Sułoszowski (polské geografické značení 341.322)
- Wyżyna Ojcowska (polské geografické značení 341.323)

## Přírodní poměry
Vyskytuje se zde vysoká přírodní biodiverzita. Typické jsou také xerotermí, skalní a lesní společenstva, jeskynní fauna a flóra aj. Je zde zřízen Ojcowský národní park a také krajinné parky Park Krajobrazowy Dolinki Krakowskie a Dłubniański Park Krajobrazowy a řada přírodních rezervací.

## Další informace
Nalézají se zde populární turistické trasy Szlak Orlich Gniazd, Szlak Warowni Jurajskich, které procházejí historickou středověkou obranou linii Orlí hnízda, a další stezky a cyklostezky.

## Galerie

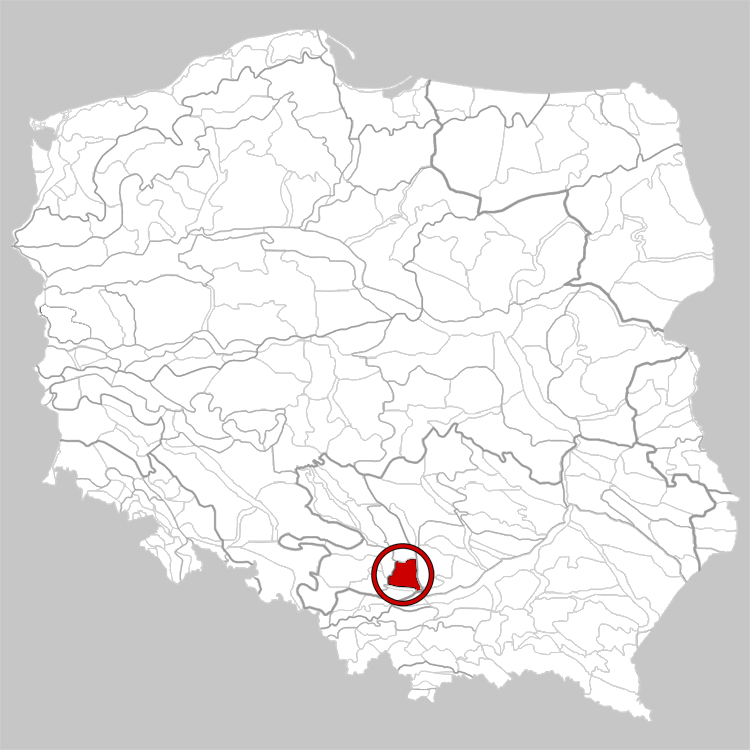
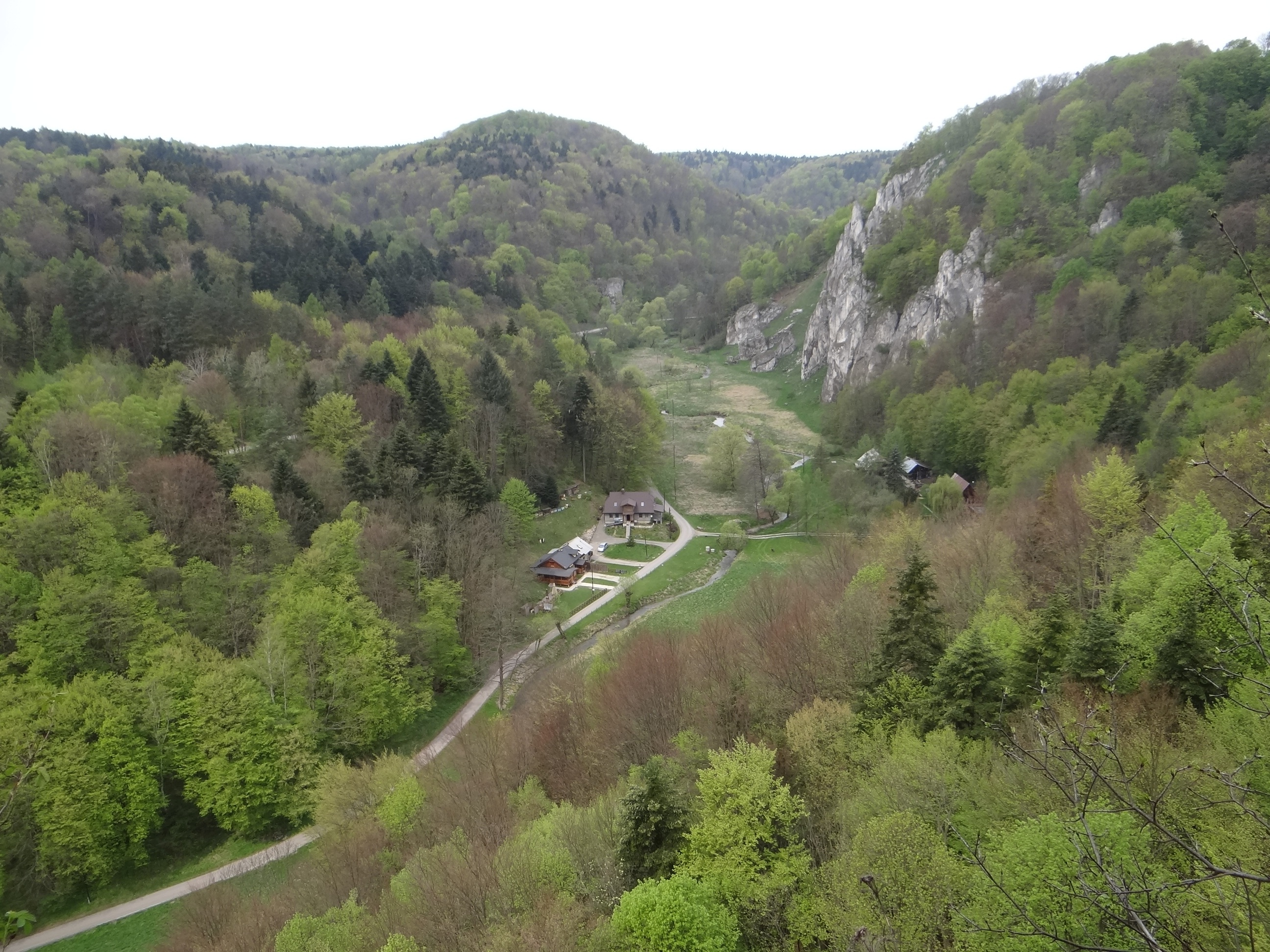
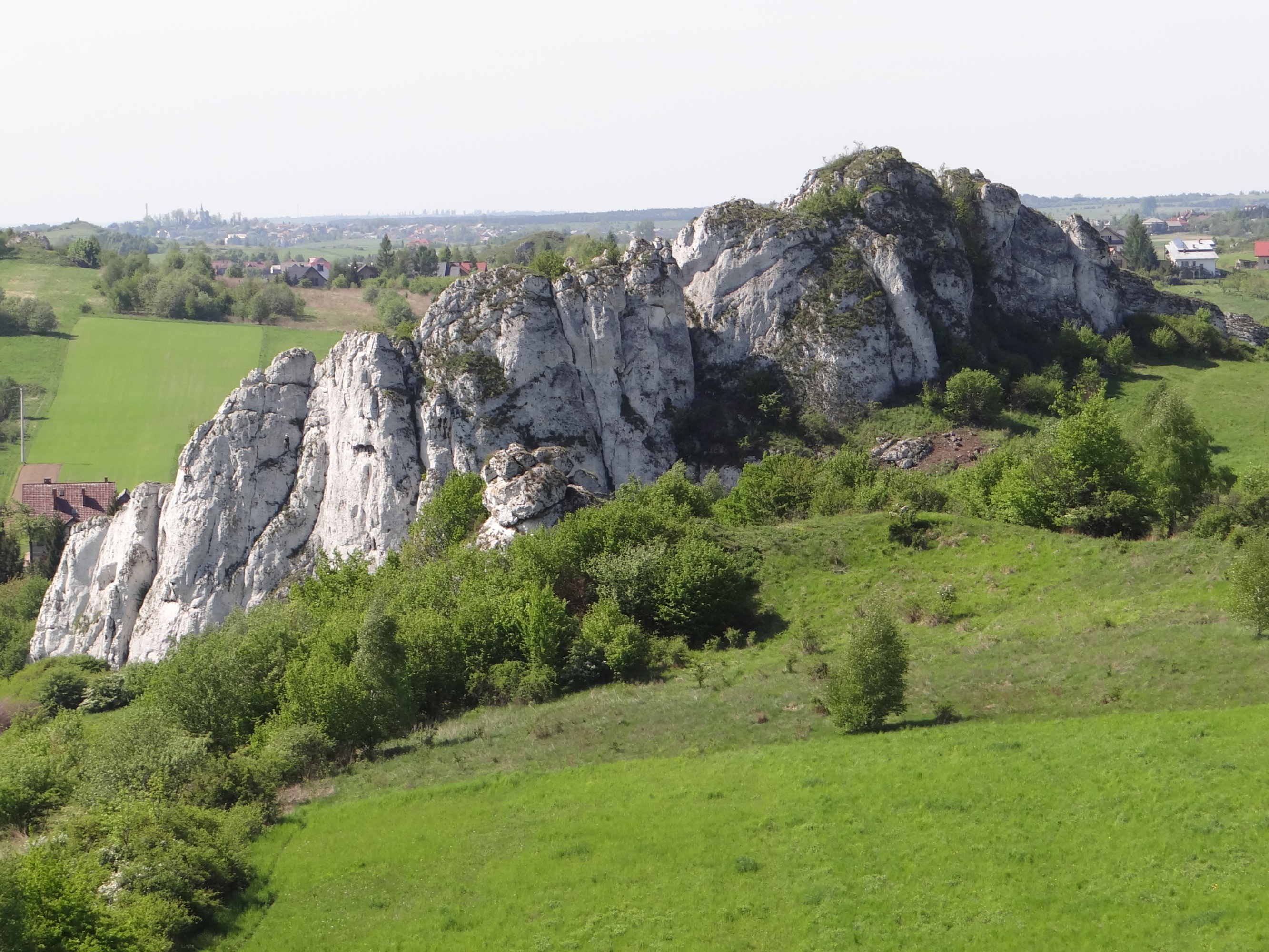
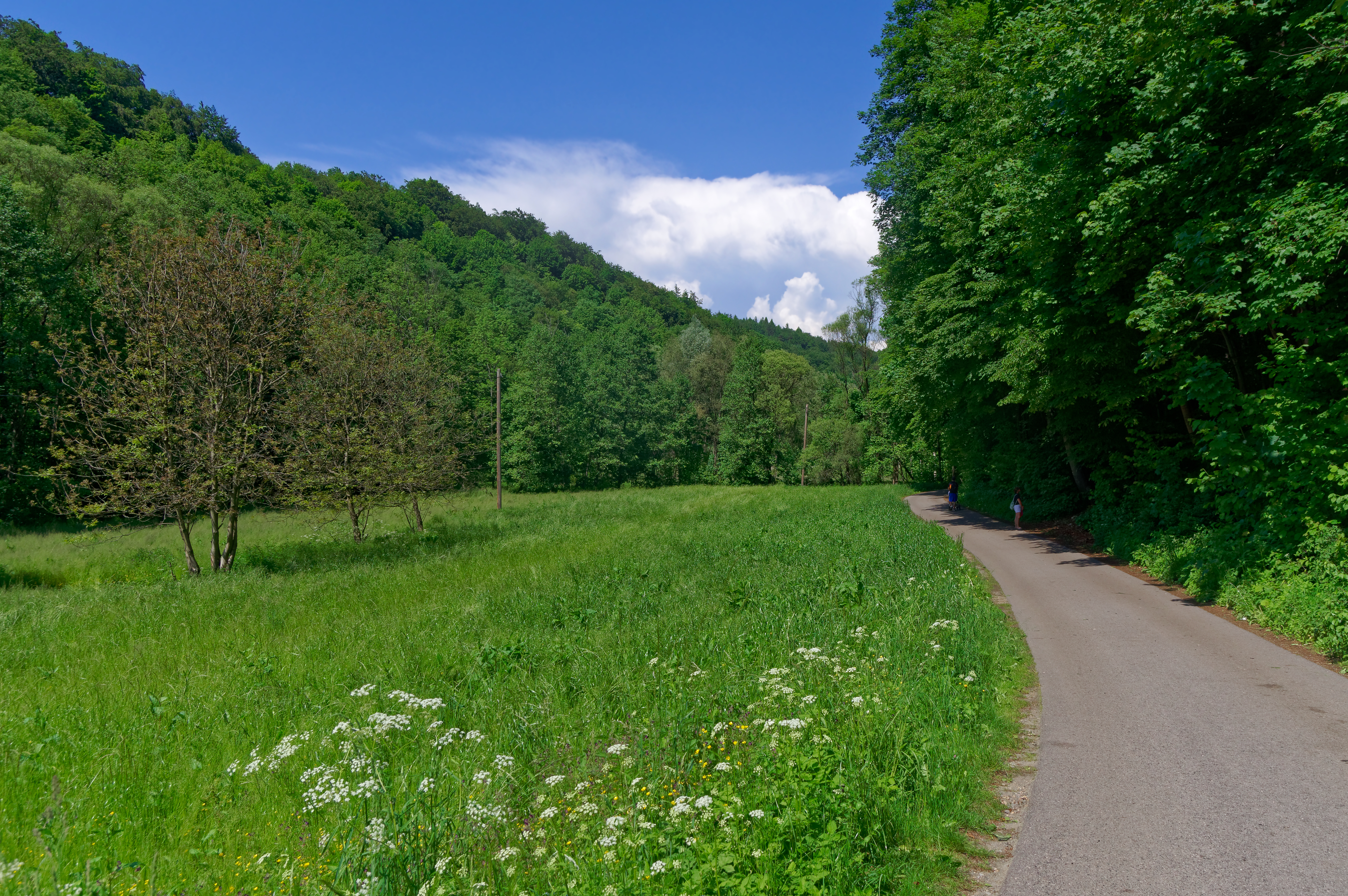
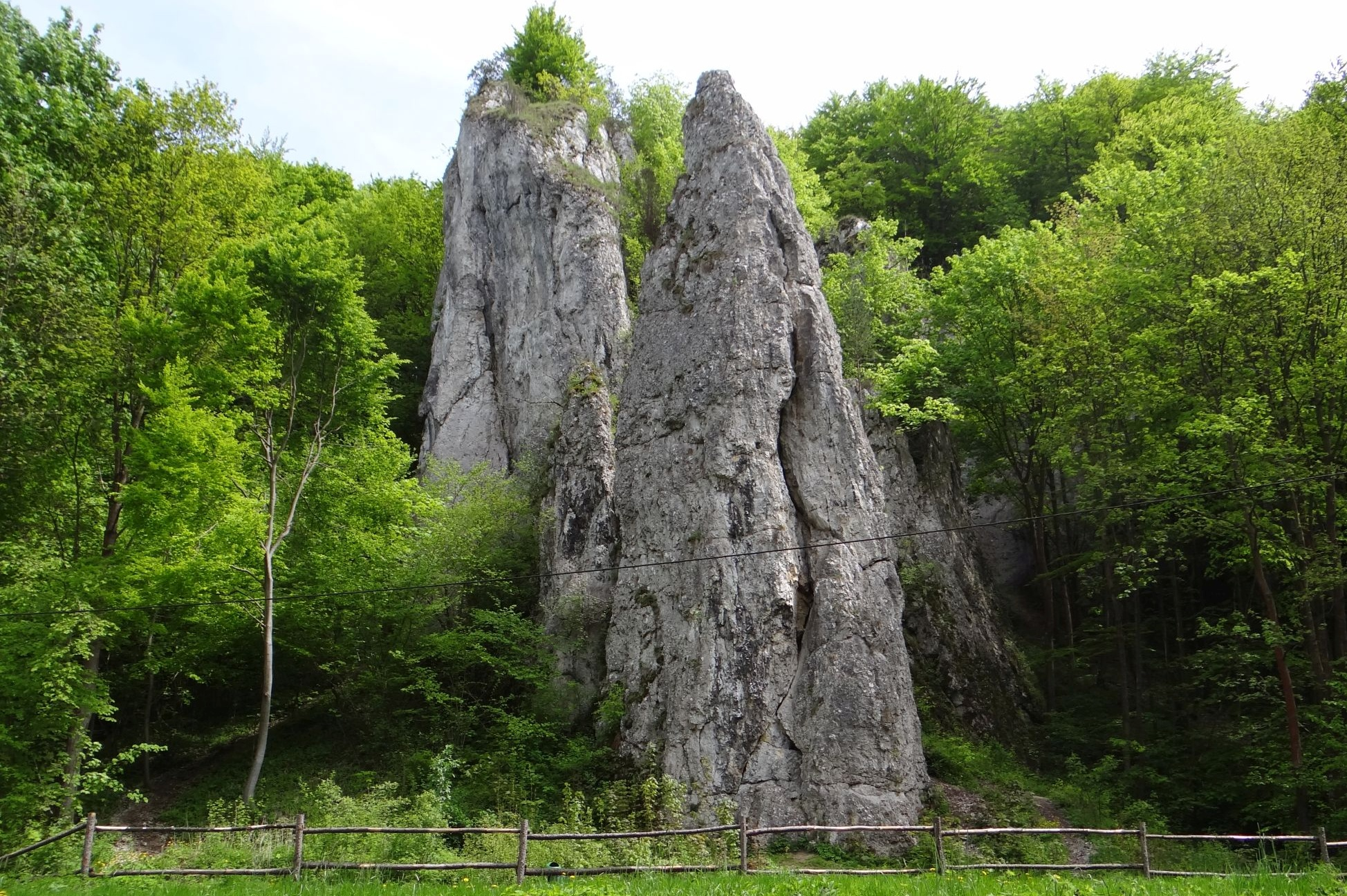
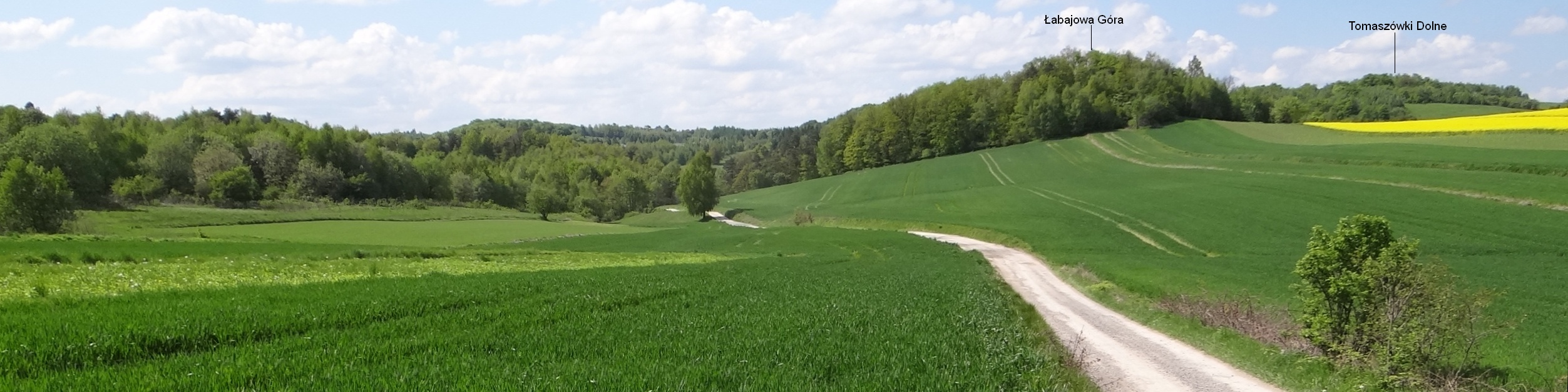